# راي أنتوني (مغن راب)
راي أنتوني (بالإنجليزية: Ray Cash) هو مغنِّ راب أمريكي، ولد في 1980.

## وصلات خارجية
- الموقع الرسمي
- راي أنتوني على موقع ميوزك برينز (الإنجليزية)